# Premiership Rugby 2011-2012
Premiership Rugby 2011-12 fu il 25º campionato nazionale inglese di rugby a 15 di prima divisione.
Si tenne dal 3 settembre 2011 al 26 maggio 2012 tra 12 squadre, che si incontrarono nella stagione regolare a girone unico che designò le quattro contendenti ai play-off per il titolo finale.
Il torneo fu noto anche come Aviva Premiership a seguito di accordo di naming stipulato a luglio 2010 con la compagnia britannica d'assicurazioni Aviva.
A partire dall'edizione in corso il salary cap, originariamente fissato nel 1999 a 1800000 £ l'anno e adeguato nel corso delle stagioni, fu sottoposto ad alcune integrazioni per venire incontro alle esigenze dei club che stavano perdendo competitività rispetto alle squadre francesi, non vincolate da tetti d'ingaggio.
Il monte fu lasciato, come nelle precedenti tre stagioni, a 4 milioni di sterline l'anno, ma una serie di concessioni mitigarono la rigidità di tale limite: per ogni giocatore del vivaio promosso in prima squadra fu permesso uno sforamento del tetto di 30000 £, fino a un massimo di otto, per un cap teoricamente raggiungibile di 4240000 £; un ulteriore credito di 30000 £ fu inoltre previsto per ogni giocatore concesso dal club alla propria nazionale d'appartenenza in occasione della Coppa del Mondo.
Infine, dalla stagione 2012-13, fu ammesso l'ingaggio di un giocatore, purché di conclamato rilievo, fuori dal tetto stabilito.
Un'altra esordiente assoluta si avvicendò nel palmarès al Saracens campione uscente: a vincere il titolo fu, infatti, la formazione londinese degli Harlequins, che nella gara per il titolo batté 30-23 Leicester, altresì alla sua ottava finale consecutiva.
A retrocedere, dopo 15 stagioni in prima divisione, fu Newcastle anche se il risultato espresso dalla classifica rimase sub iudice fino alla decisione definitiva sulla promozione del London Welsh, la cui posizione era al vaglio della commissione gare della Premiership per questioni legate alla priorità nella concessione del proprio stadio interno e che fu ammesso in massima divisione solo dopo circa due mesi dall'effettiva promozione sul campo.
Il valore delle marcature, come stabilito dall’IRFB nel 1992, era: 5 punti per ciascuna meta (7 se trasformata), 3 punti per la realizzazione di ciascun calcio piazzato, idem per il drop.

## Squadre partecipanti
- Bath
- Exeter
- Gloucester
- Harlequins (Londra)
- Leicester
- London Irish (Londra)
- London Wasps (Londra)
- Newcastle (Newcastle upon Tyne)
- Northampton
- Sale Sharks (Sale)
- Saracens (Londra)
- Worcester

## Stagione regolare

### Risultati
|            | 1ª giornata                |       |
| ---------- | -------------------------- | ----- |
| 3-9-2011   | London Irish – Harlequins  | 24-29 |
| 3-9-2011   | Leicester – Exeter         | 28-30 |
| 3-9-2011   | Worcester – Sale Sharks    | 17-12 |
| 3-9-2011   | Saracens – Wasps           | 15-20 |
| 3-9-2011   | Newcastle – Bath           | 9-22  |
| 4-9-2011   | Northampton – Gloucester   | 26-24 |
|            |                            |       |
|            | 4ª giornata                |       |
| 23-9-2011  | Sale Sharks – Northampton  | 29-21 |
| 24-9-2011  | Leicester – Saracens       | 25-50 |
| 24-9-2011  | Gloucester – Bath          | 23-6  |
| 24-9-2011  | London Irish – Newcastle   | 46-29 |
| 24-9-2011  | Worcester – Harlequins     | 15-17 |
| 25-9-2011  | Exeter – Wasps             | 21-11 |
|            |                            |       |
|            | 7ª giornata                |       |
| 28-10-2011 | Sale Sharks – Leicester    | 13-34 |
| 28-10-2011 | Worcester – Wasps          | 12-14 |
| 29-10-2011 | London Irish – Bath        | 12-13 |
| 29-10-2011 | Harlequins – Exeter        | 19-13 |
| 29-10-2011 | Northampton – Newcastle    | 44-15 |
| 29-10-2011 | Gloucester – Saracens      | 17-19 |
|            |                            |       |
|            | 10ª giornata               |       |
| 2-12-2011  | Newcaste – Gloucester      | 26-25 |
| 3-12-2011  | Bath – Sale Sharks         | 13-16 |
| 3-12-2011  | Leicester – Northampton    | 30-15 |
| 3-12-2011  | Exeter – Worcester         | 15-9  |
| 4-12-2011  | Saracens – London Irish    | 15-11 |
| 4-12-2011  | Wasps – Harlequins         | 16-22 |
|            |                            |       |
|            | 13ª giornata               |       |
| 6-1-2012   | Northampton – Harlequins   | 24-3  |
| 7-1-2012   | Worcester – Gloucester     | 21-15 |
| 7-1-2012   | Newcastle – Exeter         | 10-16 |
| 7-1-2012   | Leicester – Wasps          | 29-11 |
| 8-1-2012   | London Irish – Sale Sharks | 21-19 |
| 8-1-2012   | Saracens – Bath            | 26-19 |
|            |                            |       |
|            | 16ª giornata               |       |
| 24-2-2012  | Sale Sharks – Wasps        | 46-34 |
| 24-2-2012  | Worcester – Saracens       | 16-11 |
| 25-2-2012  | Leicester – Newcastle      | 42-15 |
| 25-2-2012  | Exeter – Bath              | 9-12  |
| 25-2-2012  | Gloucester – Harlequins    | 29-23 |
| 26-2-2012  | London Irish – Northampton | 23-30 |
|            |                            |       |
|            | 19ª giornata               |       |
| 30-3-2012  | Leicester – Worcester      | 43-13 |
| 30-3-2012  | Newcastle – Sale Sharks    | 22-19 |
| 31-3-2012  | Exeter – London Irish      | 18-11 |
| 31-3-2012  | Saracens – Harlequins      | 19-24 |
| 31-3-2012  | Bath – Northampton         | 6-26  |
| 1-4-2012   | Wasps – Gloucester         | 26-24 |
|            |                            |       |
|            | 22ª giornata               |       |
| 5-5-2012   | Leicester – Bath           | 28-3  |
| 5-5-2012   | London Irish – Gloucester  | 52-18 |
| 5-5-2012   | Wasps – Newcastle          | 10-14 |
| 5-5-2012   | Northampton – Worcester    | 42-14 |
| 5-5-2012   | Sale Sharks – Harlequins   | 10-24 |
| 5-5-2012   | Saracens – Exeter          | 40-22 |

|            | 2ª giornata                |       |
| ---------- | -------------------------- | ----- |
| 9-9-2011   | Harlequins – Northampton   | 26-13 |
| 9-9-2011   | Sale Sharks – London Irish | 30-29 |
| 10-9-2011  | Exeter – Newcastle         | 32-15 |
| 10-9-2011  | Gloucester – Worcester     | 29-8  |
| 10-9-2011  | Bath – Saracens            | 26-28 |
| 11-9-2011  | Wasps – Leicester          | 35-29 |
|            |                            |       |
|            | 5ª giornata                |       |
| 30-9-2011  | Worcester – Northampton    | 12-3  |
| 1-10-2011  | Gloucester – London Irish  | 33-30 |
| 1-10-2011  | Exeter – Saracens          | 13-17 |
| 1-10-2011  | Harlequins – Sale Sharks   | 48-41 |
| 1-10-2011  | Bath – Leicester           | 26-25 |
| 2-10-2011  | Newcastle – Wasps          | 15-10 |
|            |                            |       |
|            | 8ª giornata                |       |
| 4-11-2011  | Newcastle – Worcester      | 16-16 |
| 5-11-2011  | Bath – Harlequins          | 13-26 |
| 5-11-2011  | Exeter – Gloucester        | 19-24 |
| 5-11-2011  | Leicester – London Irish   | 24-24 |
| 6-11-2011  | Wasps – Northampton        | 13-24 |
| 6-11-2011  | Saracens – Sale Sharks     | 23-10 |
|            |                            |       |
|            | 11ª giornata               |       |
| 24-12-2011 | Northampton – Bath         | 22-13 |
| 26-12-2011 | Sale Sharks – Newcastle    | 27-19 |
| 26-12-2011 | Gloucester – Wasps         | 39-10 |
| 27-12-2011 | London Irish – Exeter      | 29-22 |
| 27-12-2011 | Worcester – Leicester      | 13-32 |
| 27-12-2011 | Harlequins – Saracens      | 11-19 |
|            |                            |       |
|            | 14ª giornata               |       |
| 10-2-2012  | Sale Sharks – Worcester    | 15-12 |
| 11-2-2012  | Harlequins – London Irish  | 30-23 |
| 11-2-2012  | Bath – Newcastle           | 30-24 |
| 11-2-2012  | Gloucester – Northampton   | 27-24 |
| 11-2-2012  | Exeter – Leicester         | 19-11 |
| 12-2-2012  | Wasps – Saracens           | 17-22 |
|            |                            |       |
|            | 17ª giornata               |       |
| 2-3-2012   | Newcastle – Harlequins     | 9-9   |
| 3-3-2012   | Bath – Worcester           | 36-17 |
| 3-3-2012   | Exeter – Sale Sharks       | 37-12 |
| 3-3-2012   | Wasps – London Irish       | 18-13 |
| 4-3-2012   | Leicester – Gloucester     | 36-3  |
| 4-3-2012   | Saracens – Northampton     | 18-12 |
|            |                            |       |
|            | 20ª giornata               |       |
| 13-4-2012  | Sale Sharks – Bath         | 16-9  |
| 14-4-2012  | Northampton – Leicester    | 21-35 |
| 14-4-2012  | Gloucester – Newcastle     | 20-29 |
| 14-4-2012  | London Irish – Saracens    | 19-8  |
| 14-4-2012  | Worcester – Exeter         | 26-31 |
| 14-4-2012  | Harlequins – Wasps         | 33-17 |

|            | 3ª giornata                |       |
| ---------- | -------------------------- | ----- |
| 17-9-2011  | Harlequins – Gloucester    | 42-6  |
| 17-9-2011  | Wasps – Sale Sharks        | 18-29 |
| 17-9-2011  | Northampton – London Irish | 13-14 |
| 17-9-2011  | Newcastle – Leicester      | 26-27 |
| 17-9-2011  | Bath – Exeter              | 23-19 |
| 18-9-2011  | Saracens – Worcester       | 18-6  |
|            |                            |       |
|            | 6ª giornata                |       |
| 8-10-2011  | Northampton – Exeter       | 33-3  |
| 8-10-2011  | Sale Sharks – Gloucester   | 13-11 |
| 8-10-2011  | Leicester – Harlequins     | 18-27 |
| 9-10-2011  | London Irish – Worcester   | 42-24 |
| 9-10-2011  | Wasps – Bath               | 27-24 |
| 9-10-2011  | Saracens – Newcastle       | 25-5  |
|            |                            |       |
|            | 9ª giornata                |       |
| 25-11-2011 | Sale Sharks – Exeter       | 23-30 |
| 25-11-2011 | Worcester – Bath           | 16-7  |
| 26-11-2011 | Gloucester – Leicester     | 14-19 |
| 26-11-2011 | London Irish – Wasps       | 21-17 |
| 26-11-2011 | Northampton – Saracens     | 30-8  |
| 27-11-2011 | Harlequins – Newcastle     | 39-8  |
|            |                            |       |
|            | 12ª giornata               |       |
| 31-12-2011 | Newcastle – Northampton    | 14-32 |
| 31-12-2011 | Exeter – Harlequins        | 9-11  |
| 1-1-2012   | Bath – London Irish        | 30-3  |
| 1-1-2012   | Wasps – Worcester          | 0-6   |
| 1-1-2012   | Saracens – Gloucester      | 15-15 |
| 1-1-2012   | Leicester – Sale Sharks    | 28-23 |
|            |                            |       |
|            | 15ª giornata               |       |
| 18-2-2012  | Bath – Gloucester          | 11-14 |
| 18-2-2012  | Wasps – Exeter             | 12-15 |
| 18-2-2012  | Newcastle – London Irish   | 19-10 |
| 18-2-2012  | Northampton – Sale Sharks  | 24-17 |
| 18-2-2012  | Harlequins – Worcester     | 16-14 |
| 19-2-2012  | Saracens – Leicester       | 19-20 |
|            |                            |       |
|            | 18ª giornata               |       |
| 23-3-2012  | Sale Sharks – Saracens     | 9-45  |
| 23-3-2012  | Worcester – Newcastle      | 19-9  |
| 24-3-2012  | Harlequins – Bath          | 14-6  |
| 24-3-2012  | Gloucester – Exeter        | 27-28 |
| 24-3-2012  | Northampton – Wasps        | 32-15 |
| 25-3-2012  | London Irish – Leicester   | 32-41 |
|            |                            |       |
|            | 21ª giornata               |       |
| 20-4-2012  | Newcastle – Saracens       | 3-9   |
| 21-4-2012  | Bath – Wasps               | 17-12 |
| 21-4-2012  | Gloucester – Sale Sharks   | 19-24 |
| 21-4-2012  | Worcester – London Irish   | 16-25 |
| 21-4-2012  | Harlequins – Leicester     | 33-43 |
| 22-4-2012  | Exeter – Northampton       | 15-18 |

### Classifica
| Pos | Squadra      | G  | V  | N | P  | PF  | PS  | DP   | BMP | Pt |
| --- | ------------ | -- | -- | - | -- | --- | --- | ---- | --- | -- |
| 1   | Harlequins   | 22 | 17 | 1 | 4  | 526 | 389 | +137 | 5   | 75 |
| 2   | Leicester    | 22 | 15 | 1 | 6  | 647 | 475 | +172 | 12  | 74 |
| 3   | Saracens     | 22 | 16 | 1 | 5  | 489 | 350 | +139 | 7   | 73 |
| 4   | Northampton  | 22 | 14 | 0 | 8  | 539 | 374 | +165 | 9   | 65 |
| 5   | Exeter       | 22 | 12 | 0 | 10 | 436 | 421 | +15  | 11  | 59 |
| 6   | Sale Sharks  | 22 | 10 | 0 | 12 | 453 | 538 | −85  | 9   | 49 |
| 7   | London Irish | 22 | 8  | 1 | 13 | 514 | 516 | −2   | 12  | 46 |
| 8   | Bath         | 22 | 9  | 0 | 13 | 365 | 412 | −47  | 8   | 44 |
| 9   | Gloucester   | 22 | 8  | 1 | 13 | 456 | 507 | −51  | 10  | 44 |
| 10  | Worcester    | 22 | 7  | 1 | 14 | 322 | 448 | −126 | 6   | 36 |
| 11  | London Wasps | 22 | 6  | 0 | 16 | 363 | 502 | −139 | 9   | 33 |
| 12  | Newcastle    | 22 | 6  | 2 | 14 | 351 | 529 | −178 | 4   | 32 |

## Play-off
|  | Semifinali | Semifinali  | Semifinali |           |            | Finale     | Finale | Finale |  |
|  |            |             |            |           |            |            |        |        |  |
|  | 1          | Harlequins  | 25         |           |            |            |        |        |  |
|  | 1          | Harlequins  | 25         |           |            |            |        |        |  |
|  | 4          | Northampton | 23         |           |            |            |        |        |  |
|  | 4          | Northampton | 23         |           | Harlequins | Harlequins | 30     |        |  |
|  |            |             |            |           | Harlequins | Harlequins | 30     |        |  |
|  |            |             | Leicester  | Leicester | 23         |            |        |        |  |
|  | 2          | Leicester   | Leicester  | Leicester | 23         | 24         |        |        |  |
|  | 2          | Leicester   |            |           |            |            |        |        |  |
|  | 3          | Saracens    | 15         |           |            |            |        |        |  |

### Semifinali
| Arbitro: | Andrew Small (Milton Keynes) |

|                                   |      |                                   |
| Marler 76’                        | mt   | 65’ Dickson                       |
| Evans 76’                         | tr   |                                   |
| Evans 2’, 18’, 33’, 47’, 54’, 71’ | c.p. | 10’, 16’, 20’, 36’, 56’, 60’ Lamb |

| Arbitro: | Dave Pearson (Northumberland) |

|                         |      |                                   |
| A. Tuilagi 21’ Mafi 56’ | mt   |                                   |
| Ford 21’                | tr   |                                   |
| 10’, 37’, 51’, 74’ Ford | c.p. | 6’, 19’, 28’, 34’, 57’ O. Farrell |

### Finale
| Arbitro: | Wayne Barnes (Gloucester) |

| |              | |
| Mafi 30’ Allen 66’ | mt           | 9’ T. Williams 56’ Robshaw |
| Ford 30’, 66’ | tr           | 56’ Evans |
| Ford 14’, 27’, 69’ | c.p.         | 2’, 22’, 38’, 44’, 47’, 65’ Evans |
| · G. Murphy · 73’ Agulla · M. Tuilagi · Allen · A. Tuilagi · 73’ Ford · B. Youngs · 73’ Ayerza · 61’ Chuter · 56’ Cole · 73’ Skivington · Parling · Mafi · Salvi · 38’ Waldrom | Formazioni   | · M. Brown · T. Williams · Lowe · Turner-Hall · Monye · N. Evans 76’ · Care · Marler · Gray · J. Johnston · Kohn · Robson · Fa’asavalu 73’ · Robshaw · Easter |
| · 56’ Castrogiovanni · 61’ T. Youngs · 73’ S. Hamilton · 73’ Kitchener · 73’ Mulipola · 73’ Twelvetrees                                                                        | Sostituzioni | · Guest 73’ · Clegg 76’ |
| Richard Cockerill | Allenatori   | Conor O’Shea |

## Verdetti
- Harlequins: Campione d'Inghilterra.
- Harlequins, Leicester, Saracens, Northampton, Exeter, Sale Sharks: qualificate alla Heineken Cup 2012-13.
- London Irish, Bath, Gloucester, Worcester, London Wasps: qualificate alla Challenge Cup 2012-13.
- Newcastle: retrocesso in RFU Championship 2012-13.